# Coilometopia poecila
Coilometopia poecila är en tvåvingeart som beskrevs av Willi Hennig 1937. Coilometopia poecila ingår i släktet Coilometopia och familjen Richardiidae. Inga underarter finns listade i Catalogue of Life.